# Dallas Mavericks 2014-2015
La stagione 2014-2015 dei Dallas Mavericks fu la 35ª nella NBA per la franchigia.
I Dallas Mavericks arrivarono quarti nella Southwest Division della Western Conference con un record di 50-32. Nei play-off persero al primo turno con gli Houston Rockets (4-1).

## Risultati
| Squadra              | V  | P  | %    | GB |
| -------------------- | -- | -- | ---- | -- |
| Houston Rockets      | 56 | 26 | 68,3 | -  |
| Memphis Grizzlies    | 55 | 27 | 67,1 | 1  |
| San Antonio Spurs    | 55 | 27 | 67,1 | 1  |
| Dallas Mavericks     | 50 | 32 | 61,0 | 6  |
| New Orleans Pelicans | 45 | 37 | 54,9 | 11 |

## Roster
| N° | Naz.                       | Ruolo | Sportivo           | Anno | Alt. | Peso |
| -- | -------------------------- | ----- | ------------------ | ---- | ---- | ---- |
| 1  | Stati Uniti (bandiera)     | A     | Amar'e Stoudemire  | 1982 | 208  | 111  |
| 2  | Stati Uniti (bandiera)     | G     | Raymond Felton     | 1984 | 185  | 90   |
| 4  | Stati Uniti (bandiera)     | A     | Greg Smith         | 1991 | 208  | 113  |
| 5  | Porto Rico (bandiera)      | G     | José Barea         | 1984 | 183  | 79   |
| 6  | Stati Uniti (bandiera)     | C     | Tyson Chandler     | 1982 | 216  | 107  |
| 7  | Nigeria (bandiera)         | A     | Al-Farouq Aminu    | 1990 | 206  | 98   |
| 7  | Stati Uniti (bandiera)     | G     | Ricky Ledo         | 1992 | 201  | 88   |
| 8  | Canada (bandiera)          | A     | Dwight Powell      | 1991 | 211  | 109  |
| 9  | Stati Uniti (bandiera)     | A     | Jae Crowder        | 1990 | 201  | 109  |
| 9  | Stati Uniti (bandiera)     | G     | Rajon Rondo        | 1986 | 185  | 78   |
| 11 | Stati Uniti (bandiera)     | G     | Monta Ellis        | 1985 | 191  | 79   |
| 14 | Stati Uniti (bandiera)     | G     | Jameer Nelson      | 1982 | 183  | 86   |
| 20 | Stati Uniti (bandiera)     | G     | Devin Harris       | 1983 | 191  | 84   |
| 24 | Stati Uniti (bandiera)     | A     | Richard Jefferson  | 1980 | 201  | 101  |
| 25 | Stati Uniti (bandiera)     | A     | Chandler Parsons   | 1988 | 206  | 91   |
| 33 | Rep. Dominicana (bandiera) | A     | Charlie Villanueva | 1984 | 211  | 109  |
| 34 | Stati Uniti (bandiera)     | A     | Brandan Wright     | 1987 | 206  | 93   |
| 41 | Germania (bandiera)        | A     | Dirk Nowitzki      | 1978 | 213  | 108  |
| 55 | Stati Uniti (bandiera)     | C     | Bernard James      | 1985 | 208  | 109  |

## Staff tecnico
- Allenatore: Rick Carlisle
- Vice-allenatori: Kaleb Canales, Monte Mathis, Darrell Armstrong, Jamahl Mosley
- Vice-allenatore per lo sviluppo dei giocatori: Brad Davis
- Preparatori atletici: Dionne Calhoun, Casey Smith